# Steffen Mauersberger
Steffen Mauersberger (* 28. Dezember 1953 in Zschopau; † 3. Januar 2000) war ein deutscher Endurosportler. Er gewann bei der Internationalen Sechstagefahrt 1982 mit dem DDR-Quartett die Internationale Silbervase. 1976 wurde er Europameister.

## Sportlicher Werdegang
Seine Laufbahn begann für Steffen Mauersberger 1973 mit dem Gewinn des DDR-Junioren-Titels in der Ausweisklasse bis 250 cm³. Die nächste Saison duellierte er sich mit Manfred Jäger und Fred Willamowski in der größten Lizenzklasse. 
1975 wechselte Steffen vom Motorsportclub des Motorradwerkes Zschopau in die Suhler Sportabteilung auf die 75-cm³-Simson. Auch mit dem kleinen Aggregat kam er zurecht und wurde auf Anhieb DDR-Vize-Meister. Bei der 50. Internationalen Sechstagefahrt auf der Insel Man wurde Mauersberger als Einzelstarter Klassenbester. 
1976 war sein erfolgreichstes Jahr. Mit Siegen in Frankreich, Spanien, der ČSSR und Österreich holte er sich in seiner ersten Europameisterschaftssaison den Titel. Die DDR-Meisterschaft beendete „Maui“, so sein Spitzname, wieder auf dem zweiten Platz und mit dem Trophy-Team wurde er bei seiner zweiten 51. Internationalen Sechstagefahrt im österreichischen Zeltweg Dritter der Mannschafts-Weltmeisterschaft. 
1977 wurde er Europameisterschafts-Dritter, erneut DDR-Vize-Meister und bei den 52. Internationalen Sechstagefahrt mit dem Silbervasen-Quartett Zweiter. Auch das darauf folgende Jahr brachte ihm Bronze bei der Europameisterschaft und Silber bei den nationalen Titelkämpfen. 
1979 wurde er mit dem Silbervasen-Team wieder Zweiter bei der 54. Internationalen Sechstagefahrt in Neunkirchen im Siegerland. 1981 kam Steffen mit dem Trophy-Team bei der 55. Internationalen Sechstagefahrt auf Elba auf Rang drei. Ein Jahr später war er Mitglied der DDR-Silbervasen-Mannschaft und gewann mit dem Quartett bei der 56. Internationalen Sechstagefahrt in der Tschechoslowakei. 
1983 wurde Steffen erneut für das Vasen-Team nominiert, musste aber wegen einer bei seinem „Heimrennen“ Rund um die MZ-Stadt Zschopau erlittenen Sturzverletzung passen. Damit beendete er auch seine aktive Laufbahn, blieb dem Endurosport aber weiterhin treu. 
1990, beim letzten Six-Days-Auftritt eines DDR-Teams, löste er Walter Winkler als Mannschaftsleiter der DDR-Trophymannschaft ab.